# Sainte-Eulalie (Lozère)
 Sainte-Eulalie  es una población y comuna francesa, en la región de Languedoc-Rosellón, departamento de Lozère, en el distrito de Mende y cantón de Saint-Alban-sur-Limagnole.
Está integrada en la Communauté de communes des Terres d'Apcher.

## Demografía
| 200 | 215 | 222 | 154 | 248 | 251 | 241 | 237 | 239 | 233 | 238 | 248 | 223 | 276 | 301 | 291 | 289 | 268 | 252 | 283 | 265 | 244 | 234 | 245 | 220 | 153 | 112 | 105 | 104 | 80 | 64 | 64 |
| Para los censos de 1962 a 1999 la población legal corresponde a la población sin duplicidades (Fuente: INSEE [Consultar]) |     |     |     |     |     |     |     |     |     |     |     |     |     |     |     |     |     |     |     |     |     |     |     |     |     |     |     |     |    |    |    |